# Nüwa bu tian
Nüwa bu tian (xinès simplificat: 女娲补天, pinyin: Nǚwā bǔ tiān, literalment 'Nüwa repara el cel') és un curtmetratge d'animació amb la tècnica de la tinta i rentat produït per Shanghai Animation Film Studio l'any 1985. La pel·lícula adapta la mitologia i llegendes xineses, que descriu la història de Nüwa sacrificant-se per reparar el cel i salvar la humanitat.
Apareguda en acabar la Revolució Cultural, critica la mateixa pel fet de recuperar històries de la cultura clàssica xinesa.

## Sinopsi argumental
En temps de l'antiguitat, Nüwa es va asseure al costat de l'aigua. El desert buit la va fer sentir molt sola, així que va utilitzar fang per modelar la gent a partir del seu propi reflex a l'aigua. La gent de fang va cobrar vida immediatament després de ser fetes, es van multiplicar i van viure una vida feliç baix la protecció de Nüwa. Un dia, el Déu del Foc Zhurong i el Déu de l'Aigua Gonggong es van barallar i cap dels dos va cedir. Els dos van lluitar ferotgement, i finalment moriren junts amb el foc i l'aigua. La baralla entre els dos homes va crear un gran forat al cel, i immediatament l'aigua del riu va baixar, escombrant l'humanitat.

## Reconeixements
La pel·lícula va ser projectada al primer Festival Internacional de Cinema d'Animació d'Hiroshima, Japó, l'any 1985, on va rebre crítiques entusiastes de professionals de l'animació d'arreu del món. També va guanyar un premi especial al Festival Internacional de Cinema Infantil de Saint-Rome, França, el 1986.